# 스시 스트라이커: 스시도의 길
《스시 스트라이커: 스시도의 길》는 닌텐도 기획제작본부와 인디즈제로가 개발하고 닌텐도가 배급한 액션 퍼즐 게임이다. 2018년 6월 8일 닌텐도 3DS와 닌텐도 스위치로 전세계에 동시발매됐다. 일본에서는 《초회전 스시 스트라이커: 더 웨이 오브 스시도》라는 제목으로 출시됐다.
주인공 무사시가 스시를 금지한 제국에 맞서싸우는 이야기를 그렸다. 게임플레이상 CPU가 조종하는 일대일 대전에서 플레이어가 같은 색상의 스시 접시를 맞춰 상대방에게 피해를 입히는 방식으로 진행된다.

## 반응
《스시 스트라이커: 스시도의 길》은 리뷰 애그리게이터 웹사이트 메타크리틱에 따르면 "대체적으로 긍정적인 평가"를 받았다.

## 참조

### 내용주
1. ↑  영제 《스시 스트라이커: 더 웨이 오브 스시도》(영어: Sushi Striker: The Way of Sushido)
2. ↑  일본어: 超回転 寿司ストライカー The Way of Sushido